# Gamaliël

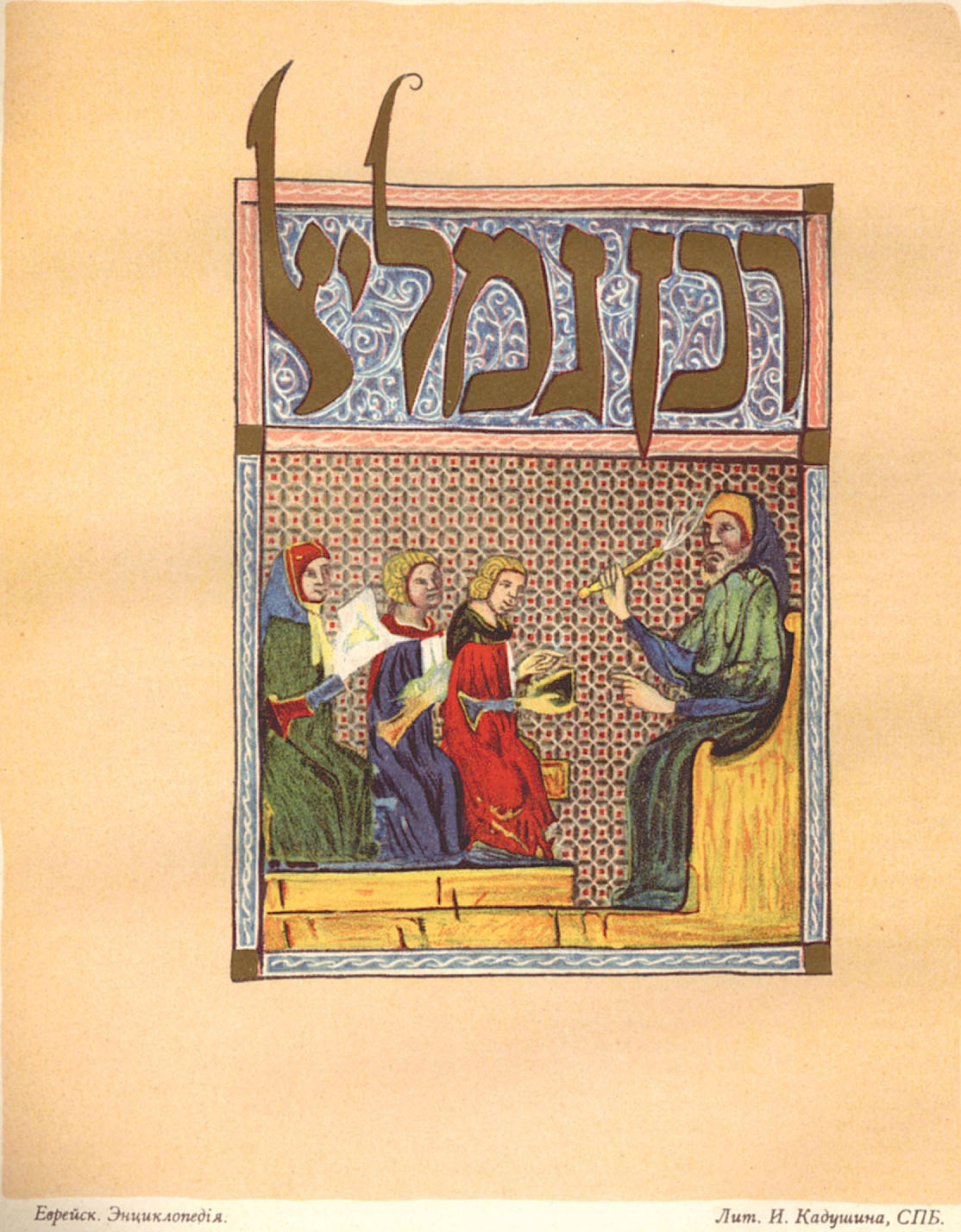
Gamaliël

Gamaliël I de Oudere (Hebreeuws: רבן גמליאל הזקן, Rabban Gamliel HaZaqen) (ca. 9 v.Chr. - 50 n.Chr.) was een belangrijk Joods leider in het sanhedrin van de eerste eeuw en een kleinzoon van Hillel de Oude.
Gamaliël behoorde tot de farizeeën en voorts tot de School van Hillel. Hij stond bekend als ruimdenkend en zeer gematigd. Gamaliël stelde belangrijke hervormingen vast in het joodse recht, waaronder een verbetering van de juridische positie van de vrouw. Enkele tradities die aan Gamaliël worden toegeschreven, bevatten de formule מפני תיקון העולם, "met het oog op het algemene welzijn".
Zijn kleinzoon Gamaliël II was eveneens een vooraanstaand joods theoloog.

## Gamaliël in het Nieuwe Testament
Volgens Handelingen van de Apostelen 22:3 was Gamaliël de leraar van de apostel Paulus. In Handelingen 5:34-39 wordt gezegd dat hij lid was van het sanhedrin en vervolging van de jonge christelijke kerk afwees met als motief dat als iets van God afkomstig was, men het toch niet kon bestrijden omdat God het in stand hield, en als iets niet van God afkomstig was, het op den duur vanzelf zou verdwijnen. Speculaties deden later de ronde dat hij mogelijk een aanhanger van Jezus Christus was.